# Boban Babunski
Boban Babunski (født 5. maj 1968) er en tidligere makedonsk fodboldspiller.

## Makedoniens fodboldlandshold
| Jugoslaviens landshold | Jugoslaviens landshold | Jugoslaviens landshold |
| År                     | Kmp                    | Mål                    |
| ---------------------- | ---------------------- | ---------------------- |
| 1991                   | 2                      | 0                      |
| Total                  | 2                      | 0                      |

| Makedoniens landshold | Makedoniens landshold | Makedoniens landshold |
| År                    | Kmp                   | Mål                   |
| --------------------- | --------------------- | --------------------- |
| 1993                  | 1                     | 0                     |
| 1994                  | 3                     | 0                     |
| 1995                  | 4                     | 0                     |
| 1996                  | 2                     | 1                     |
| 1997                  | 2                     | 0                     |
| 1998                  | 1                     | 0                     |
| 1999                  | 6                     | 0                     |
| 2000                  | 4                     | 0                     |
| Total                 | 23                    | 1                     |